# Jollydora duparquetiana
Jollydora duparquetiana là một loài thực vật có hoa trong họ Connaraceae. Loài này được Henri Ernest Baillon mô tả khoa học đầu tiên năm 1867 dưới danh pháp Connarus duparquetianus. Năm 1896 Jean Baptiste Louis Pierre chuyển nó sang chi Jollydora.

## Phân bố
Loài này có tại tỉnh Cabinda (Angola), Cameroon, Congo, Cộng hòa Dân chủ Congo, Gabon, Guinea Xích Đạo, nam Nigeria.